# Proud Prophet

Explosion einer Wasserstoffbombe (Bikini-Atoll, 1954)

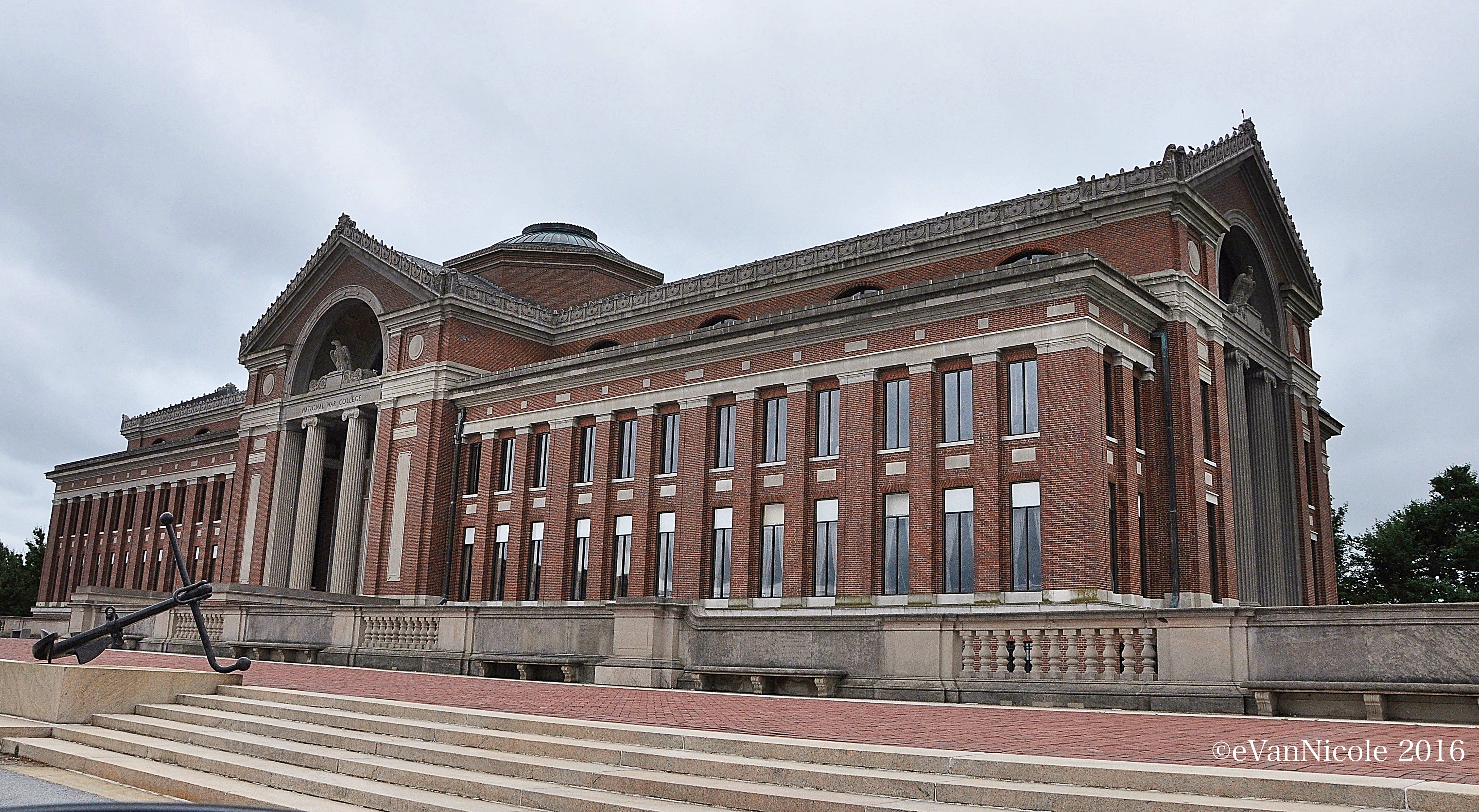
National War College in Washington D.C.

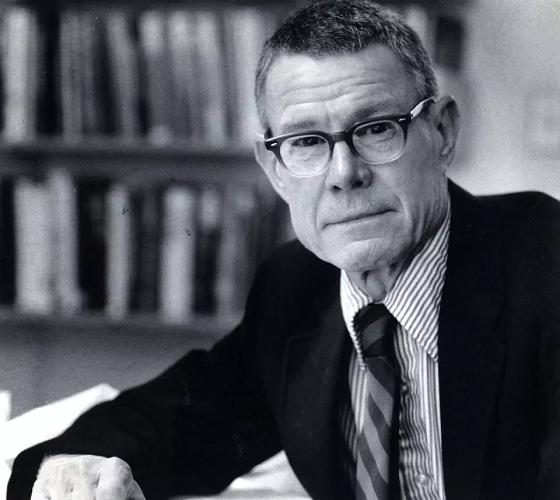
Thomas Schelling (2005)

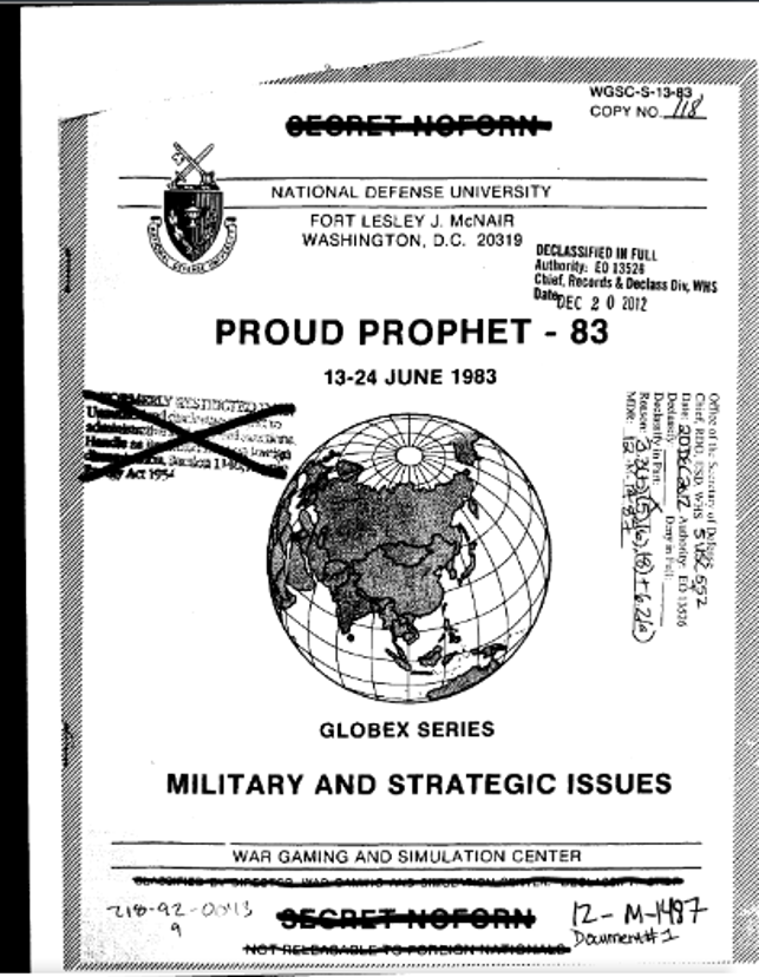
Deckblatt Abschlussbericht

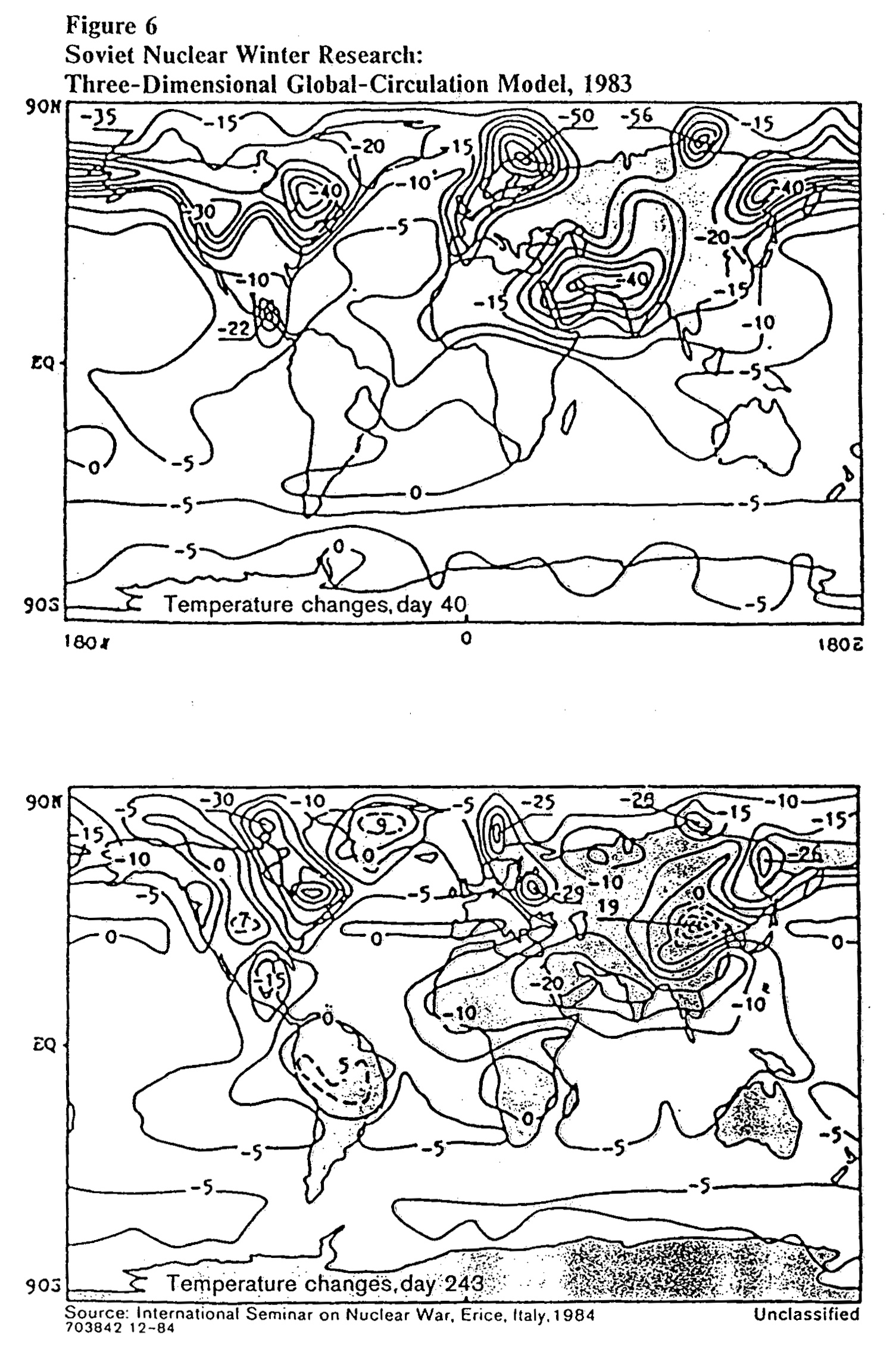
Temperaturdiagramm eines nuklearen Winters, 1983

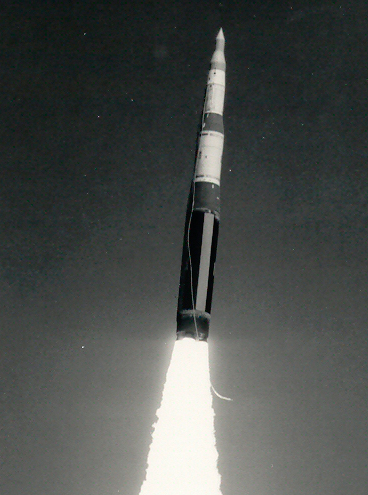
Start einer Minuteman II Interkontinentalrakete

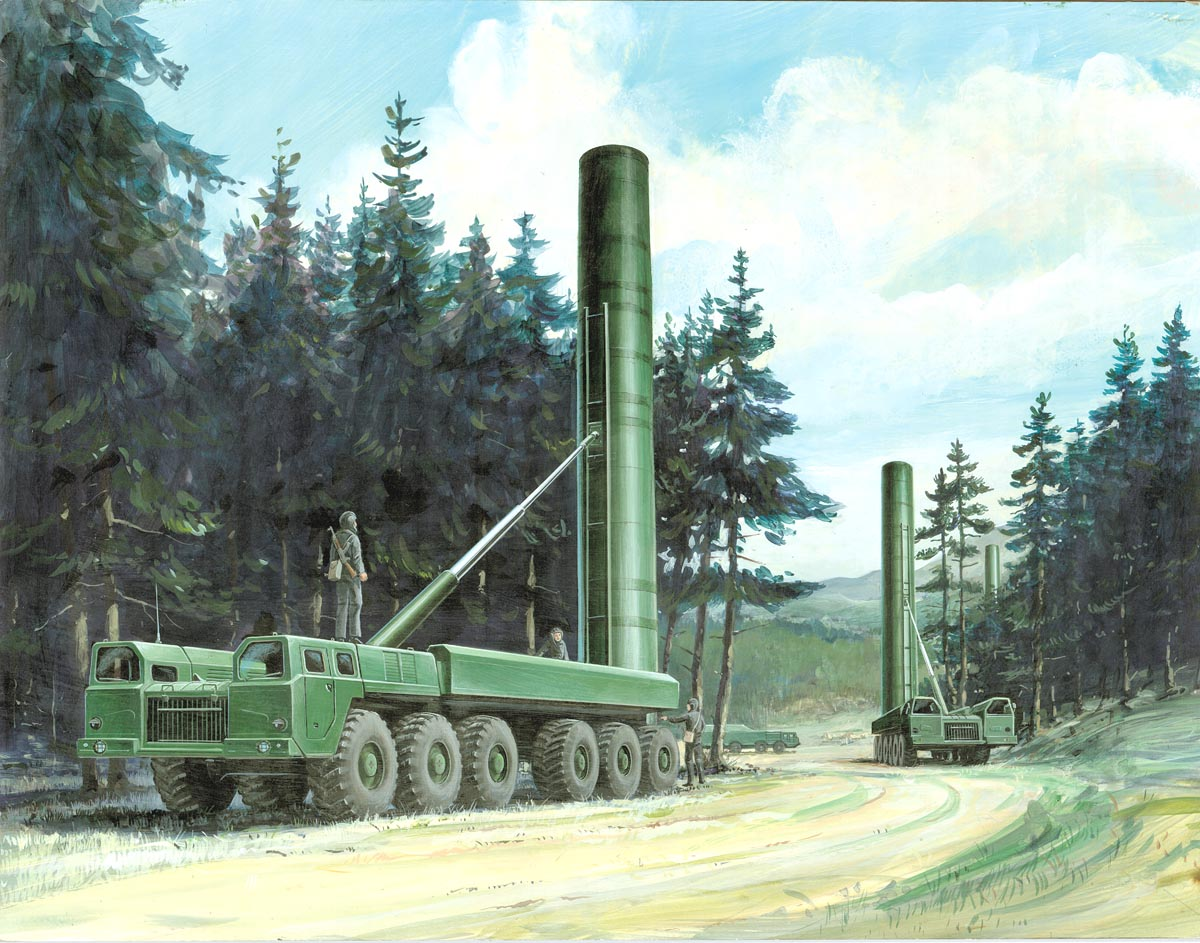
Mobile Raketenstartrampen der Roten Armee

Proud Prophet (PP), auch Proud Phrophet – 83, war der Codename für ein 1983 durchgeführtes militärisches Planspiel bzw. einer sehr realitätsnahen Kriegssimulation, die US-Spitzenpolitikern und hohen Militärs die Ursachen, Ablauf und die globalen Folgen eines Atomkrieges zwischen den USA und der Sowjetunion veranschaulichen und die Schwächen der Nuklearstrategie der Vereinigten Staaten offenlegen sollte. Das Hauptziel von Proud Prophet bestand darin, verschiedene strategische Szenarien zu testen, die eine mögliche Konfrontation mit der Sowjetunion beinhalteten. Man wollte untersuchen, wie die unterschiedlichen militärischen und politischen Strategien eskalieren oder deeskalieren könnten. Das Kriegsspiel sollte auch helfen, die Wirksamkeit der US-amerikanischen Nuklearpolitik zu bewerten, einschließlich der Optionen für Erstschläge, begrenzte Nuklearwaffeneinsätze und Vergeltungsmaßnahmen. Die Übung bot damit eine Plattform, um den Entscheidungsprozess hochrangiger Beamter unter dem Druck einer globalen Kriegssituation zu bewerten. Es führte zu einer Kehrtwende in der Außenpolitik gegenüber der UdSSR und leitete die nukleare Abrüstung zwischen den Supermächten ein.

## Vorgeschichte
Seit den 1950er Jahren war man in US-Führungskreisen der Meinung, dass ein Atomkrieg nicht nur geführt, sondern auch militärisch entschieden werden könnte, dies wurde zu Beginn der 1980er Jahre zunehmend in Zweifel gezogen. Auf dem Höhepunkt des Kalten Krieges war man im Politbüro der Kommunistischen Partei der Sowjetunion davon überzeugt, dass die USA den Dritten Weltkrieg vom Zaun brechen würde, um den militärischen Konkurrenten endgültig zu vernichten. Aus diesem Grund war damals die Gefahr eines Atomkriegs – vor allem sein Ausbruch durch ein gravierendes Missverständnis – sehr groß. Hinzu kam, dass die Paranoia der sowjetischen Führung durch einige Schlüsselereignisse (NATO-Doppelbeschluss, RJaN, Able Archer 83, Flug KAL-007) noch bestärkt wurde. Auch in Washington machte man sich ernsthafte Sorgen um die Wirksamkeit seiner atomaren Abschreckung, obwohl UdSSR und USA im Jahr 1983 zusammengenommen schon über 60.000 einsatzbereite Atomsprengköpfe verfügten. Die Reagan-Administration stand damit vor zwei Problemen, wie sollte man auf die atomare Aufrüstung der Sowjetunion reagieren und welche Maßnahmen waren für die Aufrechterhaltung des „Gleichgewicht des Schreckens“ am effektivsten.
In weiterer Folge wurden Pläne für die Kontinuität der Staatsführung während einer nationalen Krise ausgearbeitet – vor allem der Regierungsapparat sollte handlungsfähig bleiben. Man entschloss sich zur Gründung eines Thinktanks, des Strategic Concepts Development Center (SCDC). Der damalige Verteidigungsminister Caspar Weinberger berief Phillip A. Karber zum Direktor dieser neuen Institution, er sollte für sie namhafte Strategieexperten engagieren, die nicht ideologisch festgefahren waren und ein breiteres Spektrum an Ansichten zu diesem Thema vertraten. Schon bald darauf wurde vom Gremium des SCDC die Abhaltung eines Kriegsspiels vorgeschlagen. Es sollte simulieren, was passieren würde, wenn die internationale Diplomatie versagt und wie sich ein daran anschließender atomarer Schlagabtausch auf den Planeten auswirken würde. PP wurde zwischen dem 2. und 6. Mai und zwischen dem 13. und 24. Juni 1983, auf Anordnung von Präsident Ronald Reagan, in den Räumlichkeiten des National War College (National Defense University) in Washington D.C. abgehalten. Seine unterschiedlichen Szenarien wurden von Thomas Schelling ausgearbeitet, ein Absolvent der Universitäten Harvard und Berkeley, Experte für Wirtschaftsfragen und profunder Analyst des Kalten Krieges. Er war weiters Gründungsmitglied des New England Complex Systems Institute, das sich die Erforschung komplexer Systeme und deren Zusammenhänge zum Ziel gesetzt hat. Schellings Fachgebiet war der Einfluss der Spieltheorie auf solche Systeme, er entwickelte dafür verschiedene mathematische Modelle, um Entscheidungsprozesse und deren Folgen präziser vorhersagen zu können.

## Teilnehmer
Bemerkenswert war, dass zum ersten Mal hochrangige Beamte wie der Verteidigungsminister und der Vorsitzende der Vereinigten Stabschefs daran beteiligt wurden, obwohl dieser Umstand geheim gehalten wurde, um ein unvoreingenommenes Ergebnis zu gewährleisten. Zur Teilnahme an Proud Prophet wurden 200 hochrangige Mitglieder aus den wichtigsten politischen und militärischen Führungsstäben der USA eingeladen:
- Staatssekretariat,
- Verteidigungsministerium,
- Transportministerium,
- Geheimdienst,
- Nuklearstreitkräfte,
- Armee,
- Marine,
- Marine Corps,
- Luftwaffe und
- Nationalgarde.[6]

## Projektziele
PP spiegelte den damaligen Stand der Vorbereitung auf den Kriegsfall und die Notfallplanung wider, einschließlich deren Defizite. Eines seiner wichtigsten Merkmale war, dass man damit organisatorisches Verhalten sehr anschaulich simulieren konnte, da auch streng geheime US-Kriegspläne für das Spiel verwendet werden sollten. Während in den vorangegangenen Kriegsspielen Mitarbeiter von Denkfabriken, ehemalige Regierungsbeamte und Pentagon-Mitarbeiter in die Rollen von US-Präsidenten und sowjetischen Kommandeuren schlüpften, kamen bei PP die damaligen Verantwortlichen für die nationale Sicherheit zum Einsatz, darunter auch Verteidigungsminister Weinberger und der Vorsitzende der Generalstabschefs (Joint Chiefs of Staff), General John Vessey. Zu diesem Planspiel wurden aber auch zivile Experten hinzugezogen, darunter Paul Bracken, Professor für Politikwissenschaften an der Universität Yale.
PP lieferte in weiterer Folge Fallstudien für die Entwicklung von Entscheidungsprozessen der National Command Authority und deren globalen Auswirkungen, die oft unter großen Stress – wegen der gleichzeitigen Bewältigung unterschiedlicher Gefahrensituationen – und in einem Zustand großer Unsicherheit getroffen werden mussten. Weiters sollten die Auswirkungen konventioneller und atomarer Kriegsführung in verschiedenen Situationen, in denen der Feind entweder besonders verwundbar oder auch darauf vorbereitet sein konnte, studiert werden. Außerdem sollten die Möglichkeiten zur Beendigung der Feindseligkeiten sondiert werden. Das Spiel bot den Teilnehmern auch ein inoffizielles Forum, um neue Ansätze zur Bekämpfung destabilisierender globaler Krisen auszutesten und dafür Gegenmaßnahmen zu entwickeln. Dazu zählten ein nuklearer Demonstrationsangriff und der sog. Enthauptungsschlag (basierend auf der Theorie des „begrenzten Atomkrieges“) der den Gegner schon zu Beginn der heißen Phase eines Krieges kampfunfähig machen sollte. Es war damit den maßgeblichen Entscheidungsträgern der USA, allen voran der National Command Authority, möglich, alle diese Theorien in allen Phasen ihrer Entwicklung, gefahrlos, auszutesten.

## Spielverlauf
Proud Prophet präsentierte den Teilnehmern eine Reihe von herausfordernden Szenarien, bei denen sie militärische, politische und ethische Überlegungen gegeneinander abwägen mussten. Es startete am 2. Mai 1983, Simulationsschwerpunkt war die Mobilisierung aller Teilstreitkräfte und die logistische Vorbereitung auf eine globale Krise, die schließlich in den dritten Weltkrieg münden, ausgehend von Europa, dies alles im Zeitraum vom 30. August 1986 bis zum 8. September 1986. Die Ereignisse fanden in mehreren Regionen statt, Europa, der Nahe Osten, Ostasien und dem Mittelmeer. Sie wurden aufgrund ihrer strategischen Bedeutung und ihres Potenzials als Brennpunkte für Konflikte zwischen den USA und der Sowjetunion ausgewählt. Die Teilnehmer wurden dabei mit Szenarien konfrontiert, die konventionelle Kriegsführung, diplomatische Krisen und nukleare Eskalation beinhalteten, was sie dazu zwang, kritische Entscheidungen unter realistischen Bedingungen zu treffen, die die Spannungen entweder eskalieren oder deeskalieren könnten, oft mit unvollständigen Informationen und unter hohem Zeitdruck. Als Ausgangspunkt dienten Krisen in Pakistan und Jugoslawien, die 1985 zu einer Verlegung großer US-Truppenkontingente in den Südosten Europas führen, was in weiterer Folge zu Meinungsverschiedenheiten zwischen den NATO-Partnern über eine angemessene Reaktion darauf führt. 1986 zieht der Warschauer Pakt (WAPA) seine Truppen in der Deutschen Demokratischen Republik für sein jährliches Sommermanöver zusammen, was vom Westen allerdings noch nicht als Bedrohung aufgefasst wird. Es stellt sich jedoch bald heraus, dass die Zündeleien in Pakistan und Jugoslawien nur zur Ablenkung dienen, da die WAPA-Panzerarmeen im August 1986 plötzlich in Westdeutschland einfallen und sehr rasch bis an die Küste der Nordsee vorstoßen.
Die Teilnehmer absolvieren in der Folge zwölf ganztägige Sitzungen (jede im Abstand von etwa einer Woche, um ihnen auch genügend Zeit für ihre eigentliche Tätigkeit zu lassen). Die Entscheidungsträger mussten in dieser relativ kurzen Zeit komplizierte strategische und diplomatische Probleme lösen. Die Simulation lief an den Sitzungstagen rund um die Uhr, wobei man über streng abgeschirmte Verbindungen mit seinen Kommandostäben kommunizieren konnte, eine sehr wichtige Komponente des Planspiels. Einer der wichtigsten Aspekte von Proud Prophet war die Erforschung nuklearer Strategien. Im Rahmen der Übung wurden mehrere Ansätze getestet, darunter den Einsatz taktischer Atomwaffen (mit denen der begrenzte Atomkrieg geführt werden sollte) bis zu Großangriffen mit Interkontinentalraketen. Dabei wurden teilweise auch die nuklearen Kapazitäten der NATO, Chinas und Großbritanniens berücksichtigt.
Die nachfolgend angeführten Abwehrstrategien wurde auf ihre Wirksamkeit bei der Erreichung der US-Ziele bei gleichzeitiger Minimierung des Risikos einer unkontrollierbaren Eskalation geprüft. Bei den Entscheidungsprozessen mussten zudem die politischen und humanitären Folgen eines atomaren Schlagabtausches berücksichtigt werden. Sie erwiesen sich entweder als unverantwortlich oder mit den damaligen militärischen Mitteln gar nicht durchführbar:
- „Early use“-Prinzip: Ein direkter atomarer Angriff  auf die zentralen Kommandostrukturen der Roten Armee in Moskau reichte nicht aus, um die UdSSR zu einem Waffenstillstand zu zwingen, da dessen Raketenarsenal viel zu groß, teils auf nur schwer aufspürbaren mobilen Abschussrampen überall im Land verstreut war und deshalb ein massiver Gegenschlag nicht verhindert werden konnte.

- „Horizontal escalation“: Ein Angriff auf sowjetische Außenposten der die Zahl der Atomwaffen verringern sollte. Der Plan wurde verworfen, weil es den Sowjets (in PP Team Red) anscheinend egal war, dass diese Basen vernichtet wurden.

- „Tit-for-Tat:-Prinzip“ (Eskalation zur Deeskalation): Man setzte zuerst eine begrenzte Anzahl taktischer Atomwaffen ein, um die sowjetische Offensive zu stoppen. Das Kalkül dahinter war, dass die Sowjets, aus Angst vor der drohenden Vernichtung, umgehend um einen Waffenstillstand ansuchen würden. Team Red hielt sich jedoch streng an Schellings politische und psychologische Vorgaben und setzte damit einen fatalen Handlungsautomatismus in Gang.[9] Der Angriff mit Atomwaffen wurde als Versuch eines finalen Schlages gegen die KPdSU (deren Machterhalt oberste Priorität hatte), der Nation, der russischen Lebensweise und der Ehre auf dem Schlachtfeld interpretiert. Also antwortete man darauf mit einem atomaren Gegenschlag auf die Vereinigten Staaten, woraufhin sich diese dafür in gleicher Weise revanchierten.

- „Launch on Warning“-Prinzip: Das bedeutet, dass die USA und Russland sofort ihre Interkontinentalraketen starten, sobald ihr Frühwarnsystem Alarm schlägt, selbst wenn eine Rakete aus Versehen abgefeuert werden würde. D. h. man wartet nicht erst ab, bis eine feindliche Rakete auf dem eigenen Territorium einschlägt und will so verhindern, dass der Gegner sein gesamtes atomares Potenzial einsetzen kann.[10] Der sofortige Einsatz von Atomwaffen, falls die USA mit ballistischen Raketen angegriffen wird (ohne vorherige Prüfung der näheren Umstände) wurde beibehalten und ist bis heute in Kraft geblieben. Verworfen wurde aber die Überlegung, den Abschuss der Interkontinentalraketen einem radargestützten Computerprogramm zu überlassen.[11]

Auch eine Intervention der NATO in Osteuropa schien vor PP eine reelle Option zu sein, bis man sich darüber klar wurde, dass man sich mit der Besetzung von Feindesland – und der unvermeidlichen Konfrontation mit den damals zahlenmäßig überlegenen WAPA-Streitkräften – nur noch mehr Probleme einhandeln würde. Deeskalationstaktiken wurden nur zögerlich angewendet. Die Teilnehmer von Proud Prophet hatten sich mehrheitlich für den Einsatz der nuklearen Triade entschieden.

## Auswertung
Das Kriegsspiel offenbarte, dass selbst ein begrenzter nuklearer Schlagabtausch ein inakzeptabel hohes Risiko barg, sich zu einem uneingeschränkten Atomkrieg zu entwickeln. Diese Erkenntnis legte die Instabilität der nuklearen Abschreckung offen und die Gefahren, die mit einer rein militärischen Eskalation als Mittel zur Konfliktlösung verbunden sind. Es unterstrich auch die Bedeutung von Deeskalation und Krisenmanagement. Diplomatische Lösungen und vertrauensbildende Maßnahmen wären oft viel wirksamer gewesen als der Einsatz von Waffengewalt, um eine Eskalation zu verhindern. Proud Prophet bewies zudem, dass die Fähigkeit, eine Situation zu kontrollieren rasch nachließ, sobald Atomwaffen (wenn auch nur in begrenztem Umfang) zum Einsatz kamen. Vor allem war es wichtig, politische und militärische Erwägungen in die strategische Planung zu integrieren. Militärische Aktionen dieses Ausmaßes waren nicht von ihren politischen und humanitären Folgen zu trennen, was dazu beitrug, einen ganzheitlicheren Ansatz für die nationale Sicherheit zu entwickeln und die Notwendigkeit eine bessere Koordinierung zwischen dem Verteidigungsministerium, dem Außenministerium und den Behörden zu schaffen.
Für die Teilnehmer besonders ernüchternd war die Tatsache, dass es vollkommen egal war, ob eine Interkontinentalrakete mit Absicht oder aus Versehen abgefeuert worden war, auch ob diese einen Nuklearsprengkopf trug oder nicht. Aufgrund der Logik der nuklearen Abschreckung konnte jede anfliegende Rakete folgenschwere Automatismen in Gang setzen. Laut Paul Bracken endeten alle durchgespielten Szenarien in der nuklearen Apokalypse (Mutually Assured Destruction), mit Opferzahlen die die Milliardengrenze überschritten, inklusive der fast vollständigen Vernichtung der menschlichen Lebensgrundlagen. Beide Teams gingen den Weg bis zum Ende und feuerten ihr gesamtes Atomwaffenarsenal aufeinander ab. Die dafür vorgesehenen Prozedere wurden nicht hinterfragt und Schritt für Schritt ausgeführt, ohne vorher auch nur zu versuchen den Konflikt mit anderen Mitteln zu entschärfen. In einem der Szenarien wurde z. B. der Erstschlag vom Pentagon angeordnet, d. h. die maßgeblichen Entscheidungsträger handelten dabei noch relativ ruhig und konzentriert, in einem anderen wurde der Atomkrieg durch einen unprovozierten Enthauptungsschlag gegen die USA bzw. durch die darauffolgenden Panikreaktionen ausgelöst.
Eine weitere wichtige Erkenntnis war die Rolle von Führung und Entscheidungsfindung unter Stress. Selbst erfahrene Entscheidungsträger hatten angesichts des hohen Drucks und großer Unsicherheit Schwierigkeiten, rationale Entscheidungen zu treffen. Es unterstrich die Notwendigkeit zur Schaffung robuster Kommunikationssysteme, klarer Protokolle und präziser Schulungen, um Führungskräfte auf Krisensituationen vorzubereiten. Die Spielereignisse und Spielerverhalten bildeten jedoch nur einige von vielen möglichen Reaktionen auf ein sich rasch entwickelndes Weltuntergangsszenario ab. Die Akteure konnten auch nicht mit der vollen Unterstützung und dem Fachwissen ihrer Behörden und Kriseninterventionsteams arbeiten. Im abschließenden Bericht wurden die Beobachtungen und Schlussfolgerungen zusammengefasst, um sie für weitere Untersuchungen und Tests in anderen innerhalb der Verteidigungsorganisationen durchgeführten Übungen zu verwenden, bevor daraus konkrete Lehren gezogen werden konnten. Paul Bracken berichtete später, dass den Politikern und Militärs der obersten Führungsebene vorher die (global) tödlichen Konsequenzen ihrer Entscheidungen gar nicht bewusst waren. Die Ergebnisse des Kriegsspiels sorgten bei allen Beteiligten am Ende für eine große Ernüchterung. Die wichtigste Lektion, die Minister Weinberger aus Proud Prophet lernte, war, dass „... wir beklagenswert unvorbereitet darauf waren, mit einer solchen Krise umzugehen, weil wir ihre Dynamik – zum Teil – gar nicht verstanden“. Ronald Reagan gestand in seinen Memoiren, wie bedrückend er eine solche Situation empfand: „Nur sechs Minuten um zu entscheiden, wie man auf einem Punkt auf einem Radarschirm reagiert; um zu entscheiden, ob man Armageddon einleitet.“

## Globale Folgen
War ein Atomkrieg erst einmal in Gang gesetzt worden, eskalierte er in atemberaubender Geschwindigkeit und ließ sich nicht mehr stoppen. MAD sorgte dafür, dass er am Ende von keinem der Kontrahenten „gewonnen“ werden konnte. Auch die Anwendung der am wenigsten tödlichen Strategie hatte zur Folge, dass die NATO, ein Großteil der europäischen Streitkräfte, plus die der Vereinigten Staaten und der Sowjetunion, danach nicht mehr einsatzfähig waren. Die Infrastruktur auf den Territorien der USA, Europas und der Sowjetunion wurde dabei trotzdem fast vollkommen zerstört. Nahezu überall auf der Erde brach Anarchie und Chaos aus, 500 Millionen Menschen kamen sofort ums Leben, die meisten Überlebenden der Atomschläge starben wenig später entweder an ihren Verletzungen, den Folgen der Strahlenkrankheit oder verhungerten. Der Großteil der nördlichen Hemisphäre wurde durch die Rauchgase zahlloser Großbrände, den radioaktiven Niederschlag (Fallout) und einen darauffolgenden, langanhaltenden nuklearen Winter auf Jahrzehnte hinaus für den Menschen und die meisten Tierarten unbewohnbar gemacht. Zusätzlich hatte die Kontaminierung der Atmosphäre auch für die südliche Halbkugel gravierende Auswirkungen, selbst dann, wenn sich die dort befindlichen Staaten gar nicht an den Auseinandersetzungen beteiligt hatten. Dies alles ließ davor selbst die verheerendsten Kriege der vorangegangenen fünfhundert Jahre verblassen.

## Geheimhaltung
Da die Sicherheit oberste Priorität hatte, wusste nur ein sehr kleiner Personenkreis, wer an PP beteiligt war, was vor allem Durchstechereien an die Medien verhindern sollte. Die Erkenntnisse, die aus Proud Prophet – 83 gezogen werden konnten, unterlagen über 30 Jahre lang einer Nachrichtensperre der Klassifizierung NOFORN (englisch: not releasable to foreign nationals, keine Weitergabe an ausländische Staatsbürger). Die Kopie des Abschlussberichts (vermutlich von Schelling verfasst) wurde am 20. Dezember 2012 zur Einsicht freigegeben, er war aber immer noch zu 95 Prozent geschwärzt. Auch Paul Bracken und andere Teilnehmer konnten sich nun dazu äußern, ohne damit gegen das Spionagegesetz von 1917 zu verstoßen. Nähere Details des Planspiels dürfen aber nach wie vor nicht veröffentlicht werden.

## Nachwirkungen
In seinem Buch behauptet Paul Bracken, dass Proud Prophet großen Einfluss auf die Außen- und Rüstungspolitik der Reagan-Regierung hatte. Die Auswertungsergebnisse hatten einen tiefgreifenden Einfluss auf die Verteidigungspolitik und das militärische Denken der USA. Man erkannte, dass ein Atomkrieg keine praktikable Option sei und dass sich die Bemühungen auf die Verhütung von Konflikten konzentrieren sollten, anstatt sich auf sie nur vorzubereiten. Dieser Perspektivwechsel beeinflusste spätere Rüstungskontrollverhandlungen, wie z. B. den Vertrag über nukleare Mittelstreckenraketen (INF), und trug auch zu einem breiteren Verständnis der mit einem Kernwaffeneinsatz verbundenen Risiken bei. Das Planspiel veranlasste den Präsidenten seine scharfe Rhetorik (Reich des Bösen, Russland wird in fünf Minuten bombardiert etc.) gegenüber den Sowjets erheblich abzumildern. PP legte unmissverständlich dar, dass es vollkommen irrelevant war, wie und warum ein Atomkrieg ausbrach, er durfte niemals und unter keinen Umständen geführt werden, wie der Präsident in seiner daran anschließenden Rede zur Lage der Nation betonte. Im Bewusstsein der globalen Katastrophe, die ein Atomkrieg zwischen den damaligen Supermächten auslösen würde, änderte man die Strategie der Härte gegenüber der UdSSR unter Generalsekretär Gorbatschow und setzte ab da mehr auf Deeskalation und Abrüstung anstatt auf einen weiteren Ausbau seines nuklearen Waffenarsenals. Man konzentrierte sich stattdessen auf die konventionelle Stärke der Vereinigten Staaten und zwang die Sowjetunion damit in einen ruinösen Rüstungswettbewerb der 1991 mit der Auflösung von UdSSR und WAPA endete. General Vessey verbrachte die nachfolgenden Jahre damit, den Single Integrated Operational Plan der Vereinigten Staaten noch einmal gründlich zu überarbeiten.